# 島根大学総合理工学部
島根大学総合理工学部（しまねだいがくそうごうりこうがくぶ、Interdisciplinary Faculty of Science and Engineering）は、島根大学に設置されている理工学部。7つの学科が設けられている。
なお、関連する大学院は自然科学研究科に環境システム科学専攻と理工学専攻が置かれており、合わせて紹介する。

## 沿革
- 1949年（昭和24年）国立学校設置法の制定により、島根大学が開学。旧制松江高等学校を母体として、文理学部が発足
- 1978年（昭和53年）文理学部を改組し、法文学部と理学部（数学科、物理学科、化学科、生物学科、地質学科）を設置
- 1985年（昭和60年）大学院理学研究科修士課程を設置
- 1989年（平成元年）理学部に情報科学科を設置
- 1995年（平成7年）大学が理学部と農学部の改組を実施、理学部を母体に工学系分野を融合し総合理工学部を創設。物質科学科、地球資源学科、数理・情報システム学科、電子制御システム工学科、材料プロセス工学科の5学科を開設。さらに材料プロセス工学科に既存の建築学科と同一の建築士受験資格を取得できる教育プログラムを組み込む
- 2000年（平成12年）総合理工学研究科修士課程（物質科学専攻、地球資源環境学専攻、数理、情報システム学専攻電子制御システム工学専攻、材料プロセス工学専攻）開設
- 2002年（平成14年）総合理工学研究科博士後期課程（マテリアル創成工学専攻、電子機能システム工学専攻）を設置。総合理工学研究科修士課程は博士前期課程に
- 2003年（平成15年）島根大学と島根医科大学を統合
- 2004年（平成16年）国立大学法人法の施行により、国立大学法人島根大学となる
- 2012年（平成24年）総合理工学部5学科を一部名称変更。物質科学、地球資源環境学、数理・情報システム学、機械・電気電子工学、建築・生産設計工学の各学科となる。総合理工学研究科の博士前期課程は改組して、総合理工学専攻の一専攻8教育コース（理工・医連携、物理・材料科学、物質科学、地球資源環境学、数理科学、情報システム学、機械・電気電子工学、建築・生産設計工学）に
- 2014年（平成26年）総合理工学研究科の博士後期課程を改組して、総合理工学専攻の1専攻4教育研究コース体制（理工学際創生コース、数理・物質創成コース、地球科学・地球環境コース、機械電子情報工学コース）に
- 2018年（平成30年）博士前期課程の総合理工学研究科と生物資源科学研究科を統合し、自然科学研究科博士前期課程を設置。3つの専攻に改組。大学院総合理工学研究科博士前期課程の募集は終了。総合理工学部の既存の5学科を7学科（物質・マテアリアル工学科、物質化学科、地球科学科、数理科学科、知能情報デザイン学科、機械・電気電子工学科、建築デザイン学科）に改組
- 2020年（令和2年）総合理工学専攻博士後期課程を母体に自然科学研究科博士後期課程を設置
- 2021年（令和3年）材料工学特別コース（学科横断型教育コース）を設置
- 2025年（令和7年）これまでの7学科制を、1学科3分野に改組。各分野で養成履修モデルを設けている

## 学部組織
（2025年度から）
- 総合理工学科
  - 先端ものづくり分野　[注] 電⼦物理⼯学⼈材・半導体応⽤システム⼈材・機械電気⼈材・機能創成化学⼈材などの養成履修モデルを用意
  - IT・デジタル分野　[注] 数理データサイエンス⼈材、数理機械学習データサイエンティスト⼈材、ITスペシャリスト⼈材などの養成履修モデルを用意
  - 自然環境・住環境分野　[注] グリーンシステム科学⼈材・地球資源環境⼈材・防災科学⼈材・環境保全科学⼈材・建築デザイン⼈材・防災配慮型建築⼈材などの養成履修モデルを用意

（2024年度まで）
- 物理・マテリアル工学科（基礎物理学コース/マテリアル工学コース/電子デバイス工学コース）
- 物質化学科（基礎化学コース/環境化学コース/機能材料化学コース）
- 地球科学科（地球物質資源科学分野/地球環境科学分野/自然災害科学分野）
- 数理科学科（数理基幹コース/数理展開コース）
- 知能情報デザイン学科（データサイエンスコース/情報システムデザインコース）
- 機械・電気電子工学科（機械工学コース/電気電子工学コース）
- 建築デザイン学科（建築計画デザインコース/建築構造・住環境コース）
- 特別コース（学科横断型教育コース）

## 大学院
自然科学研究科
- 環境システム科学専攻
  - 地球科学コース
  - 環境共生科学コース
  - 物質化学コース
  - 建築デザイン学コース
- 理工学専攻
  - 先端材料工学コース
  - 数理科学コース
  - 知能情報デザイン学コース
  - 物理・応用物理学コース
  - 機械・電気電子工学コース

このほかに、農生命科学専攻（生命科学コース、農林生産学コース）。